# Polypedilum cocama
Polypedilum cocama är en tvåvingeart som beskrevs av Bidawid 1996. Polypedilum cocama ingår i släktet Polypedilum och familjen fjädermyggor. Inga underarter finns listade i Catalogue of Life.